# Fejlődési diszfázia
A beszédfolyamat különböző típusú zavarai között sajátos probléma a beszéd elsajátításának nehézsége, az úgynevezett akadályozott beszédfejlődés, vagy más elnevezéssel beszédfejlődési zavar, vagy fejlődési diszfázia.
A beszéd két fázisú folyamat. Meg kell formálni a gondolatot, majd ki kell mondani, vagyis mozgássorozattá alakítani. Mivel a nyelv és a beszéd többé-kevésbé függetlenek, az egyik fejlődhet normálisan, míg a másik lemarad. Azonban, ha a mondanivaló nincs nyelvi formába öntve, nem mondható ki; így az akadályozott beszédfejlődés megkésett beszédfejlődésnek is mutatkozik. A fejlődési diszfázia két típusra osztható: a receptív, vagyis észlelési, és az expresszív, azaz kifejezési formára.

## Meghatározása
A fejlődési diszfázia azon képességek eltérő fejlődését, hiányosságát jelenti, amellyel a gyermek a nyelvi információkat felfogja, feldolgozza, és nyelvi szándékait kifejezi. A gyakran súlyos tünetek ellenére a gyerek értelmileg és hallását tekintve is ép, így ha időben megkezdődik az intenzív kezelés, a gyerek teljes értékű életet élhet. A beszédzavar ritkán számolható fel teljesen, és a gyerek az iskolában is több támogatásra szorul, jellemző az olvasás és írás elsajátításának nehézsége, ebből adódóan tanulási problémák jelentkezhetnek. Azonban folytonos intenzív segítséggel a többi normális beszédfejlődésű gyerekkel együtt haladhat és ugyanazt a tudást szerezheti meg.

## Típusai
Ez a beszédprobléma lehet enyhébb és súlyosabb. Szenzoros (receptív) diszfáziáról akkor beszélünk, ha az ép hallású gyermeknek a beszéd feldolgozása és megértése okoz problémát. Ilyenkor a kiejtés viszonylag helyes, tiszta is lehet. Motoros (expresszív) diszfázia esetében a beszéd kivitelezése jelent gondot, súlyos vagy enyhébb artikulációs zavarral és diszgrammatizmussal társul. Az is előfordul azonban, hogy mindkét oldal érintett (szenzomotoros diszfázia): a megértés és a beszéd kivitelezése is, az egyik túlsúlyával.

## Tünetei
Bár tünetei jellemzőek, gyakran nehéz elkülöníteni a megkésett beszédfejlődéstől. ’’Megkésett beszédfejlődés’’ esetén a gyerek késve ugyan, de végigjárja a beszédfejlődés minden fázisát. A diszfázia tünetei a nyelv minden szintjén (hangok, morfémák, szavak, mondatalkotás) jelentkeznek, és nem egyszerűen késik a fejlődés, hanem más utat is jár be.
A nyelvi szintek elmaradásának vagy zavarának következményei a pöszeség, a zöngés-zöngétlen hangok cseréje, helytelen toldalékolás, grammatikai problémák, hibás szórend, beszéd- és olvasásértési problémák. Szinte mindig megjelenik a ’’diszgrammatizmus’’, vagyis a nyelvtan helytelen használata.
A normál fejlődésű gyerekek átlagosan négyéves korukra elsajátítják az alapvető nyelvtani szabályokat, megtanulják a ragok és a különböző nyelvtani szerkezetek használatát. A diszfáziás gyermek beszédfejlődése elmarad az életkorának megfelelő beszédszinttől, gyakran 3 éves kor után sem indul meg a beszéd. Megreked a spontán beszéd szintjén, lassan gyarapodik a szókincse, gyakran gagyog, másokat ismétel. Rendkívül szembetűnő, ha csak szótöredékeket mond és egyszavas mondatokat használ, vagy a verbális kifejezés helyett gesztusokkal kommunikál.
Ezek a tünetek magasabb életkorban is megmaradhatnak, és gyakran társulnak a részképességzavarok különböző megjelenési formáival, jellegzetes pszichikus funkciózavarokkal: fáradékonyak, szétszórtak, túl mozgékonyak, a mozgásban ügyetlenek lehetnek, valamint gondok támadhatnak a figyelemmel, az emlékezettel, a térbeli tájékozódással, és az észlelés (tapintás, látás, hallás) területén. Megjelentik a verbális típusú tanulásnak, különösen egy idegen nyelv elsajátításának a nehézsége.

## Okai
A fejlődési diszfázia leggyakoribb okai a hallássérülés, az értelmi fogyatékosság, az autizmus és az általános fejlődésbeli lemaradás. Ekkor gyakori, hogy a gyerek nem reagál bizonyos zajokra, nem utánozza az arckifejezéseket vagy nem játszik a társaival vagy játékszerekkel; avagy nem reagál a fájdalomra.  További zavarok, amelyek fejlődési diszfáziával járhatnak még a figyelemhiányos hiperaktivitás, a cerebralis parézis és a mutizmus.
A diszfázia oka lehet öröklött beszédgyengeség, lassúbb agyi érés vagy agysérülés, méhen belüli károsodás, illetve szülési sérülés, mely az agynak a beszédmozgásokat és a beszédmegértést irányító területeit érintette. Kiváltója lehet a terhesség alatti stressz, a koraszülöttség, mivel az ezt okozó rendellenesség károsító hatással lehet a gyermek további fejlődésére is. Szerepet játszhat a testsúly, mivel az éretlen újszülöttek szülés közben és szülés után is sérülékenyebbek. Az ikerség amellett, hogy hasonló helyzetet teremt, még legalább egy ugyanolyan életkorú, közel azonos fejlődési állapotban levő gyereket jelent a családban, aki beszédpéldát ad. Általános motoros ügyetlenség is okozhat problémákat, mivel a beszéd rendkívül finoman összerendezett mozgásokat igényel. A rendellenességet kiváltó okok között szerepelhet még a beszédnevelés elhanyagolása, mivel ha a környezet nem, vagy alig nyújt példát az utánzásra, akkor nem fejlődik a gyermek beszéde. Ebben szerepe lehet annak, hogy a családban a tévé vagy a rádió biztosítja a háttérzajt, mivel a kisgyerekek ebből még nem tudják kiemelni a beszélgetést. Ennek megelőzésére érdemes a gyereket elcsalni a tévé elől vagy mellől. A fiúk gyakrabban érintettek mint a lányok.

## Kezelése
A diszfázia jól kezelhető, ha segítenek a gyermeknek végigjárni a beszédfejlődés fázisait. Ehhez egyrészt olyan elfogadó környezetre van szükség, amely odafigyel a beszédakcióira és pontosan válaszol. Másrészt a diszfáziás terápia mozgásterápiával is kiegészül, mert a gyerek számára a hangok megkülönböztetése nehezen megy, nem ismeri fel, ha hozzá szólnak. A szakembernek meg kell tanítania a gyermeket arra, hogy hogyan szűrje ki a számára fontos hangokat, elsősorban a beszédet a világ hangjai közül, hogy aztán megérthesse azt.
Az idegrendszer a születés után is alakul, többek közt épp a mozgás révén. Ha a gyerek nem tud megfelelően mászni, forogni vagy lépni, a cselekvés hiánya előre jelezheti a kommunikációs zavarokat, mivel a beszéd maga is meglehetősen összetett mozgás. Az apró, finom mozdulatokat a nagyobb mozdulatok begyakorlásával sajátíthatja el. A mozgásos játékok a kommunikáció szempontjából is jelentős szerepet töltenek be, hiszen a sorozatos kudarcok átélése után az első és legfontosabb feladat a beszédkedv felkeltése, melyet a szeretetteljes légkör, a játékok és a sok hangutánzás szolgál, segítenek neki érzéseinek, gondolatainak kifejezésében. A beszéd és nyelv funkcióinak erősítésével a gyermek értelmi fejlődését és szociális tanulását is segítjük.
Mivel több fázis kimaradt a beszéd fejlődésében, az egyes állomások fejlesztéséhez pedig más-más szakemberekre van szükség, jó eredmény csak közös munkával érhető el. A fejlesztés magvát az intenzív logopédiai terápia adja. A beszédfejlesztés magába foglalja a beszédszervek ügyesítését, a szókincs fejlesztését és a nyelvi rendszer kiépítését. Emellett a gondolkodás, a figyelem és az emlékezet fejlesztése is fontos feladat. A terápia során hangszereket és különféle hanganyagokat, mozgásfejlesztést elősegítő eszközöket, érzékelőjátékokat, kreativitást fejlesztő építőket, színes képeskönyveket, kártyákat, bábfigurákat használnak fel. Fontos, hogy a terápia mindig egyénre szabott, sérülés-specifikus és játékos legyen.
A szülő azzal segítheti a szakemberek munkáját, ha jó beszédpéldát nyújt gyermekének, próbálja a beszédkedvét fokozni a beszédfejlődés megindulásakor, legyen vele elfogadó, szeretetteljes, támogató, minden közös játékot és tevékenységet kísérjen beszéddel is, meséljen sokat, mondogassanak egyszerű ritmusú verseket, mondókákat, minden apró eredménynek örüljön, dicsérje a haladást gyermekénél, sok-sok türelemmel foglalkozzon vele. A diszfáziás gyermekeknél különösen fontos a rendszeresség, a napirend következetes betartása, amely segíti eligazodását a környezetében.
Jelenleg a tudományos vizsgálatok nem támasztják alá, hogy a fejlődési diszfázia megelőzhető lenne. Néhány kritika pozitív eredményekről számol be, amelyek azonban nem tüntetik el teljesen a zavart.

## Következményei
A fejlődési diszfázia kockázati tényező arra, hogy a gyerek más területeken is lassan fejlődik, így érzelmileg, értelmileg és társas készségeit tekintve. Egyes gyerekek behozzák a lemaradást ezeken a területeken is, míg mások nem. A rossz nyelvi készségek akadályozzák az írás-olvasás tanulását is, diszlexiát, diszgráfiát, diszkalkuliát eredményeznek, ha a gyerek nem hozza be időben a lemaradást.
Steven Pinker szerint a nyelvi megkésettség bizonyos formája kiváló analitikus gondolkodásmóddal jár együtt néhány emberben. Példaként nagy tudósokat említ: Albert Einstein, Richard Feynman és Teller Ede.

## Fordítás
Ez a szócikk részben vagy egészben  a   Language delay című angol Wikipédia-szócikk fordításán alapul.  Az eredeti cikk szerkesztőit annak laptörténete sorolja fel. Ez a jelzés csupán a megfogalmazás eredetét és a szerzői jogokat jelzi, nem szolgál a cikkben szereplő információk forrásmegjelöléseként.